# Pferdegestütztes Coaching
Im pferdegestützten Coaching geht es darum, bei Beobachtung von Pferden oder in Bodenübungen mit Pferden in Interaktion zu treten und die Erlebnisse aus dieser Interaktion dann mithilfe einer geleiteten Selbstreflexion und eines Coachings zu analysieren und die Erkenntnisse und Ableitungen in den Alltag zu übertragen.
Der Fokus liegt, wie beim klassischen Coaching oder Businesscoaching, auf der Hilfe zur Selbsthilfe, um die Selbsterkenntnis des Coachees zu erhöhen. Der Coachee findet durch die Übung mit dem Pferd sowie einer geleiteten Selbstreflexion und lösungsorientierten oder systemischen Coachingfragen seine eigene, zu ihm passende Lösung.

## Abgrenzung
Pferdegestützte Coachings zählen zur Erlebnispädagogik – im Gegensatz zu pferdegestützten Seminaren oder Teamevents mit Pferden stehen nicht die Erlebnisse mit dem Pferd im Mittelpunkt, sondern die individuellen Prozesse des Coachees, welcher mit dem Pferd pädagogisch gestaltete, persönliche Schlüsselerlebnisse verinnerlicht und die neu erlernten Strategien in den Alltag umsetzt. Also seine inneren Erlebnisse vor, während und nach seinem Kontakt mit dem Pferd.
Der Unterschied zwischen pferdegestütztem Coaching und pferdegestütztem Training besteht darin, dass Coaching Hilfe zur Selbsthilfe ist, der Coach setzt auf die Ressourcen des Coachees und hilft ihm, seine eigene Strategie zu finden. Training hingegen bedeutet das Erlernen bestimmter Verhaltensweisen oder Simulation und Einüben von Situationen.
Der Unterschied zu Hippotherapie oder dem therapeutischen Reiten ist der, dass das Pferd nicht geritten wird. Auch sollten nicht primär Behinderungen, Krankheiten und (seelische) Verletzungen geheilt werden, sondern der Coachee soll bei der Entwicklung eigener individueller und nachhaltiger Lösungen begleitet werden.
Die heilpädagogische Förderung mit dem Pferd umfasst die ganzheitliche und individuelle Förderung von Kindern, Jugendlichen und Erwachsenen durch das Medium Pferd. In der pferdegestützten Psychotherapie arbeiten ausgebildete Psychotherapeuten mit ihren Patienten am Pferd.

### Typische Coaching-Themen
Pferdegestützte Coachings lassen sich vielfältig einsetzen, insbesondere bei der Entwicklung der sozialen Kompetenzen. Themen, die „gecoacht“ werden können, sind z. B.:
- Umgang mit sich selbst
- Umgang mit anderen
- Führung
- Zusammenarbeit
- Erkennen und verändern von persönlichen Denk-, Gefühls- und Verhaltensmuster
- Abgleich von Selbst- und Fremdbild
- Persönlichkeitsentwicklung
- Einfühlung
- Selbst- und Fremdmotivation.

Dies kann im Rahmen eines Entwicklungsprogramms im beruflichen oder im privaten Kontext erfolgen.

### Ablauf des pferdegestützten Coachings
Das pferdegestützte Coaching kann entweder in ein Gesamtentwicklungskonzept eingebettet werden (mehrmonatiges Coaching) oder auch als Einzeltermin stattfinden.
Ein pferdegestütztes Coaching mit einem Einzelklienten kann folgendermaßen ablaufen:
1. Zunächst ist gründlich zu klären, was das Ziel des Coachings sein soll. Das Ziel des pferdegestützten Coachings wird von Lehrer und Schüler gemeinsam ermittelt und nach dem SMART Prinzip formuliert.
2. Ist das Ziel definiert, erhält der Coachee eine Aufgabe, die zusammen mit dem Pferd zu lösen ist. Beispielübungen sind:
- Das Pferd/die Pferde mit oder ohne Hilfsmittel durch 3 Pylonen im Slalom führen
- Das Pferd/die Pferde mit oder ohne Hilfsmittel in die andere Ecke der Reithalle bringen
- Ein Pferd dazu bewegen, freiwillig dem Menschen zu folgen
- Ein Pferd durch Veränderung der eigenen Körpersprache in eine schnellere oder langsamere Gangart versetzen
- Durch Beobachten der Herde z.Bsp. Rückschlüsse auf deren Gruppendynamik ziehen und so einen Einstieg in die Reflexion der gruppendynamischen Prozesse innerhalb eines Teams schaffen.

Diese Übung dauert meist nur wenige Minuten. Sie kann in der Reithalle erfolgen oder auf einem abgegrenzten Reitplatz. Auch kann ein Coaching bei einem Spaziergang stattfinden („Walk and Coach mit Pferd“)
3. Nach der Übung erfolgen Coaching-Gespräche, bei der die Übung mit dem Pferd und das innere Erleben des Coachees analysiert werden. Durch zielgerichtete Fragen, geleiteter Selbstreflexion und Feedback durch den Coach werden z. B. die Denk- und Gefühlsmuster, Antreiber oder verdeckten Stärken deutlich. Dabei kann auch eine Videoanalyse unterstützen, bei der der Coachee sich selbst in der Situation betrachten, Selbst- und Fremdbild abgleichen und die Situation noch einmal gedanklich durchleben. Während des Coachings immer wieder die Brücke zum Ziel geschlagen und dem Coachee geholfen, individuelle Lösungen zu finden.
4. Es erfolgt der Transfer in den Alltag, die Herausarbeitung konkreter Maßnahmen und die Entwicklung erster Schritte. So wird das pferdegestützte Coaching für den Teilnehmer und für das eventuell beauftragende Unternehmen zu einem nutzbringenden und bewertbaren Coaching. 
5. Ein oder mehrere Nachcoachings sind sinnvoll, damit für auftretende Hindernisse Lösungen gefunden werden können und eine Erfolgskontrolle des Coachings stattfinden kann.
Der Ablauf eines pferdegestützten Coachings im Gruppensetting (Coaching mit mehreren Teilnehmern) unterscheidet sich vom Einzelcoaching insofern, dass nach jeder Aufgabe mit dem Pferd die anderen Teilnehmer ihre Beobachtungen und ihr Feedback zu dem jeweiligen Coachee geben können und so mehr Rückmeldungen, Ideen und Fremdbilder entstehen als im Einzelcoaching.

### Wissenschaftlicher Hintergrund – Der Zusatznutzen durch das Pferd
Das pferdegestützte Coaching ist eine noch sehr junge Disziplin und existiert seit den 1990er Jahren in Deutschland als Instrument der Personal- und Persönlichkeitsentwicklung. Zahlreiche Diplomanden und Doktoranden haben die Methode beschrieben oder Studien durchgeführt 1999 ist das erste pferdegestützte Führungs- und Managertraining wissenschaftlich beschrieben und evaluiert worden (Universität Vechta, Detlev Lindau-Bank). Die Methode wird fortlaufend weiter auf ihre Wirksamkeit erforscht, z. B. von Johanna Friesenhahn an der Universität Heidelberg (Wirkung von Pferden im Coaching).

## Kritik
Es gelten die gleichen Kritikpunkte wie beim Coaching: Schwierige Messbarkeit der Ergebnisse, mangelnde wissenschaftliche Beweise für die Wirksamkeit, fehlende einheitliche Qualitätskriterien bei der Ausbildung und Ausübung von pferdegestützten Coachings, keine internationalen Standards im Coaching, der Beruf des pferdegestützten Coaches ist in Deutschland nicht geschützt.